# Fernando Rech
Fernando Rech (Caxias do Sul, 13 maart 1974) is een voormalig Braziliaans voetballer.